# Albert Tuca Rodríguez
Albert Tuca Rodríguez   () és un metge català especialista en oncologia i cures pal·liatives. És també president a Catalunya de la Comissió de Garantia i Avaluació arran de l'aprovació l'any 2021 de la Llei Orgànica de Regulació de l'Eutanàsia.